# Suphisellus melzeri
Suphisellus melzeri is een keversoort uit de familie diksprietwaterkevers (Noteridae). De wetenschappelijke naam van de soort werd in 1925 gepubliceerd door Alois Zimmermann.